# مویسس مونوز
مویسس مونوز (انگلیسی: Moisés Muñoz؛ زاده ۱ فوریهٔ ۱۹۸۰) یک بازیکن فوتبال است.